# Koepelkerk (Willemstad)
De koepelkerk Willemstad is een kerk in het centrum van Willemstad in de provincie Noord-Brabant.
Het was de eerste kerk, ontworpen door Coenraat Norenburch, in de noordelijke Nederlanden die speciaal voor protestantse diensten werd gebouwd. De bouw begon in 1597 en werd in 1607 voltooid. Prins Maurits verleende financiële steun voor de kerk, op voorwaarde dat deze in een ronde of achtkante vorm zou worden gebouwd. De kerk wordt tegenwoordig gebruikt door de Hervormde gemeente/PKN en is een rijksmonument. Bij de kerk is een kerkhof.

## Bouw
De eerste bewoners van het in 1565 gestichte dorpje Ruigenhil, het latere Willemstad, moesten het aanvankelijk zonder kerk doen. Bij de aanleg van het dorp was aan het einde van de Voorstraat een kerkhof aangelegd met de bedoeling daar eens een (katholieke) kerk te stichten. Toen echter de Geuzen in 1574 het stadje definitief innamen, werd de protestantse godsdienst ingevoerd en kwam van de bouw van een katholieke kerk niets meer terecht. Een definitief kerkgebouw voor de katholieken kwam er pas in 1875, namelijk de Heilige Maagd Mariakerk.
In 1586 beloofde prins Maurits een startsubsidie van 600 gulden voor de bouw van een protestantse kerk, maar er was aanvankelijk weinig geld en er moest ook nog een raadhuis worden gebouwd. Dit zogeheten Oude raadhuis kwam in 1587 gereed en diende tegelijk als kerkgebouw, waartoe het gebouw ook een toren bezat.
Pas in 1590 kreeg de Willemstadse meestermetselaar Andries de Rooij opdracht om een ontwerp voor een kerk te maken. Dit ontwerp verdween echter voorlopig in een la. Op 2 augustus 1594 werd aan de Middelburgse timmerman meester Adriaan de Muyr opdracht gegeven opnieuw een ontwerp in dienen. Zes weken later stuurde hij al per schip een houten model van de kerk. Niet bekend is of hij dat vervolgplan gebaseerd heeft op het vorige plan van De Rooij, maar waarschijnlijk heeft hij alleen de kap ontworpen. Als derde werd ingeschakeld de Dordtse steenhouwer Coenraat Norenburch. Deze vergrootte het model van De Muyr en voegde er een toren aan toe. Hierna werd Andries de Rooij weer ingeschakeld, die het definitieve plan maakte. Prins Maurits gaf voor de bouw van de kerk een totale subsidie van ƒ 7.000, overigens uit de hem toekomende Willemstadse belastinggelden. Hij herhaalde bij de toekenning hiervan zijn wens dat de kerk in een 'ronde ofte achtcantige forme zal ende behoort gemaeckt te worden'. De nieuwe kerk, die de eerste voor protestantse eredienst gebouwde kerk in Nederland zou worden, moest zich onderscheiden van de meestal kruisvormig gebouwde katholieke kerken. Ook moest aan de eis worden voldaan dat van alle plaatsen de kansel gezien en de preek gehoord moest worden. Aan een dergelijke eis voldeed een zaalkerk.
In 1596 werd een aanvang gemaakt met de voorbereidingen voor de bouw. Aanvankelijk zou de kerk van een toren worden voorzien, maar in 1605 werd opdracht gegeven de toren niet te voltooien. In 1607 werd het meubilair, banken en preekstoel, vanuit het raadhuis naar de Koepelkerk overgebracht en kon de kerk in gebruik worden genomen. In 1773 werd door Prins Willem V een orgel geschonken. De kerk werd in 1770 gerestaureerd maar leed in 1793 schade bij beschietingen door de Fransen.
Voorts was er oorlogsschade in november 1944. De kerk zou in 1950 opnieuw in gebruik worden genomen, maar vlak daarvoor brak brand uit door loodgieterswerkzaamheden. Ook de inventaris ging hierbij verloren. De kerk werd vervolgens herbouwd. Ze kreeg een preekstoel uit 1659, die afkomstig was uit de kerk van Hoogvliet, terwijl enkele banken van omstreeks 1670 uit de hervormde kerk van Graft afkomstig zijn.

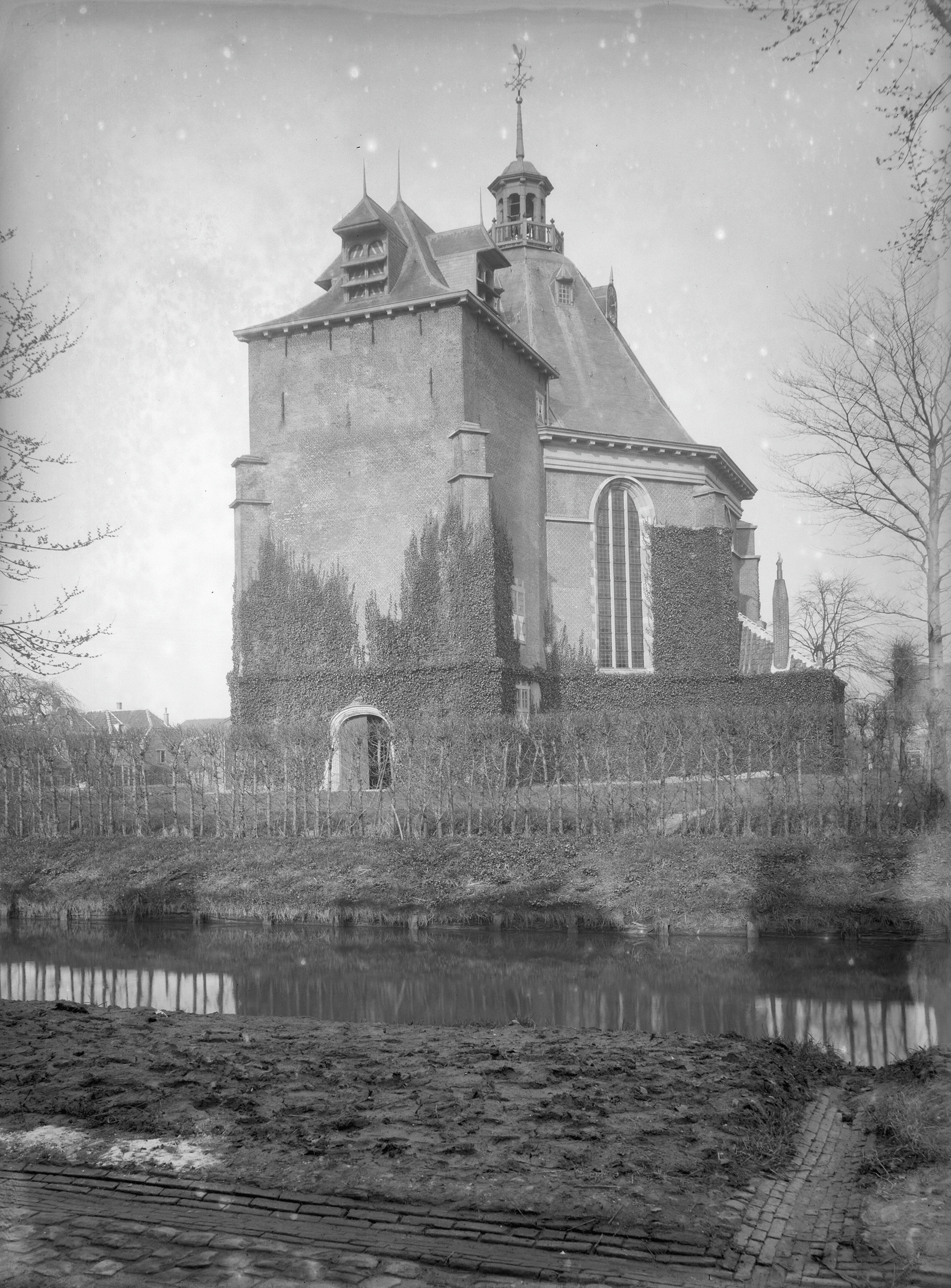
Exterieur naar het noord-oosten (1926)
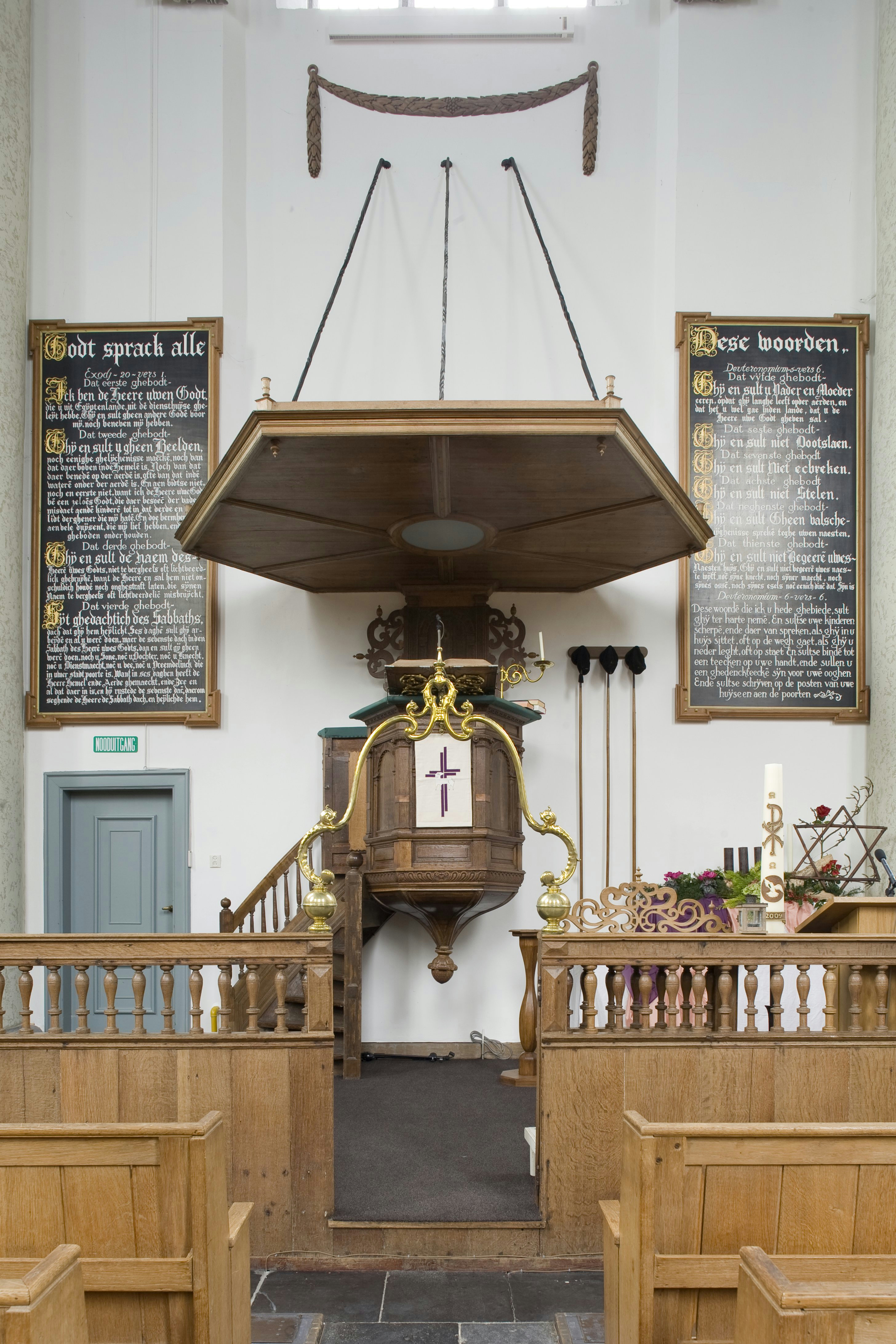
Preekstoel
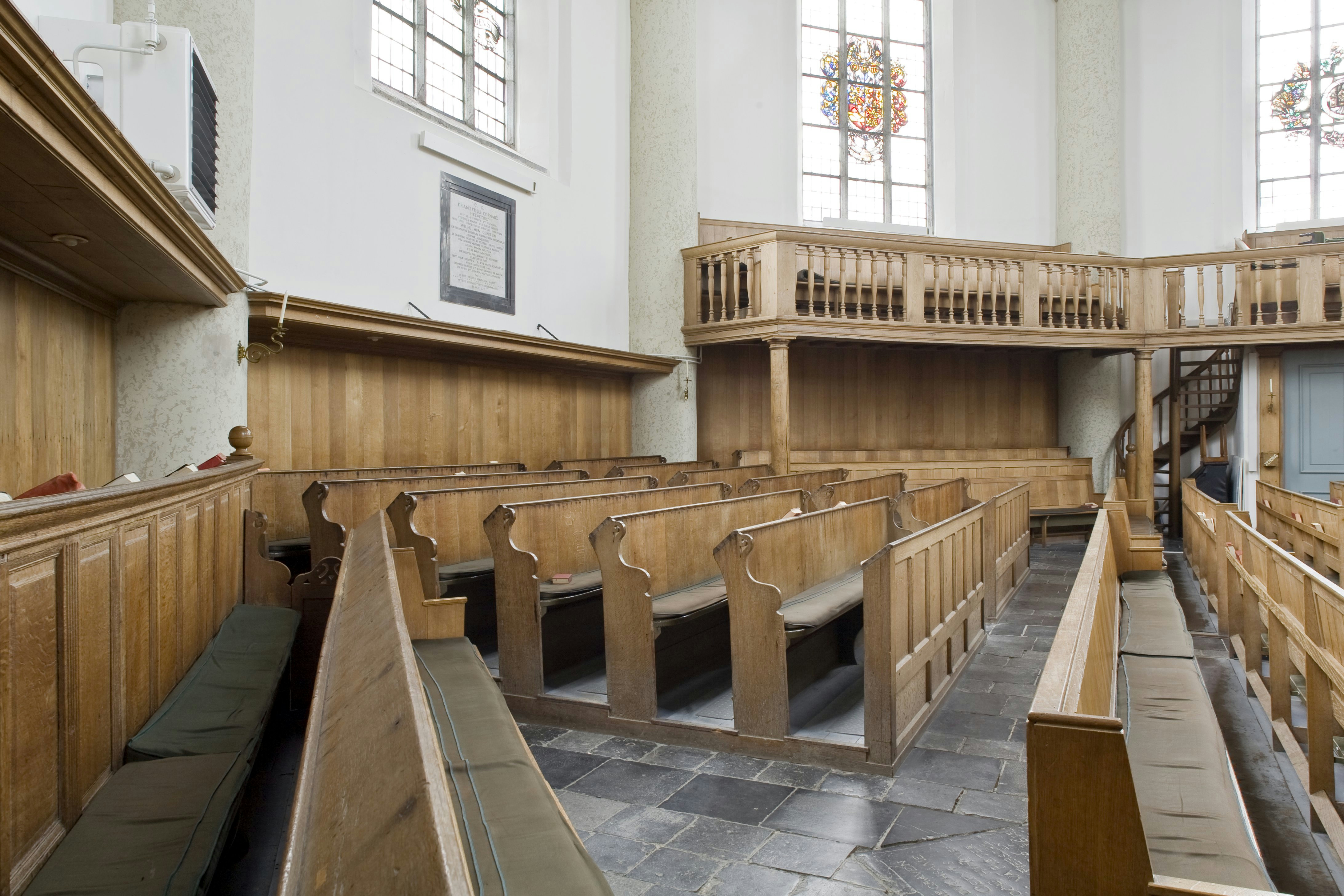
Kerkbanken en galerij
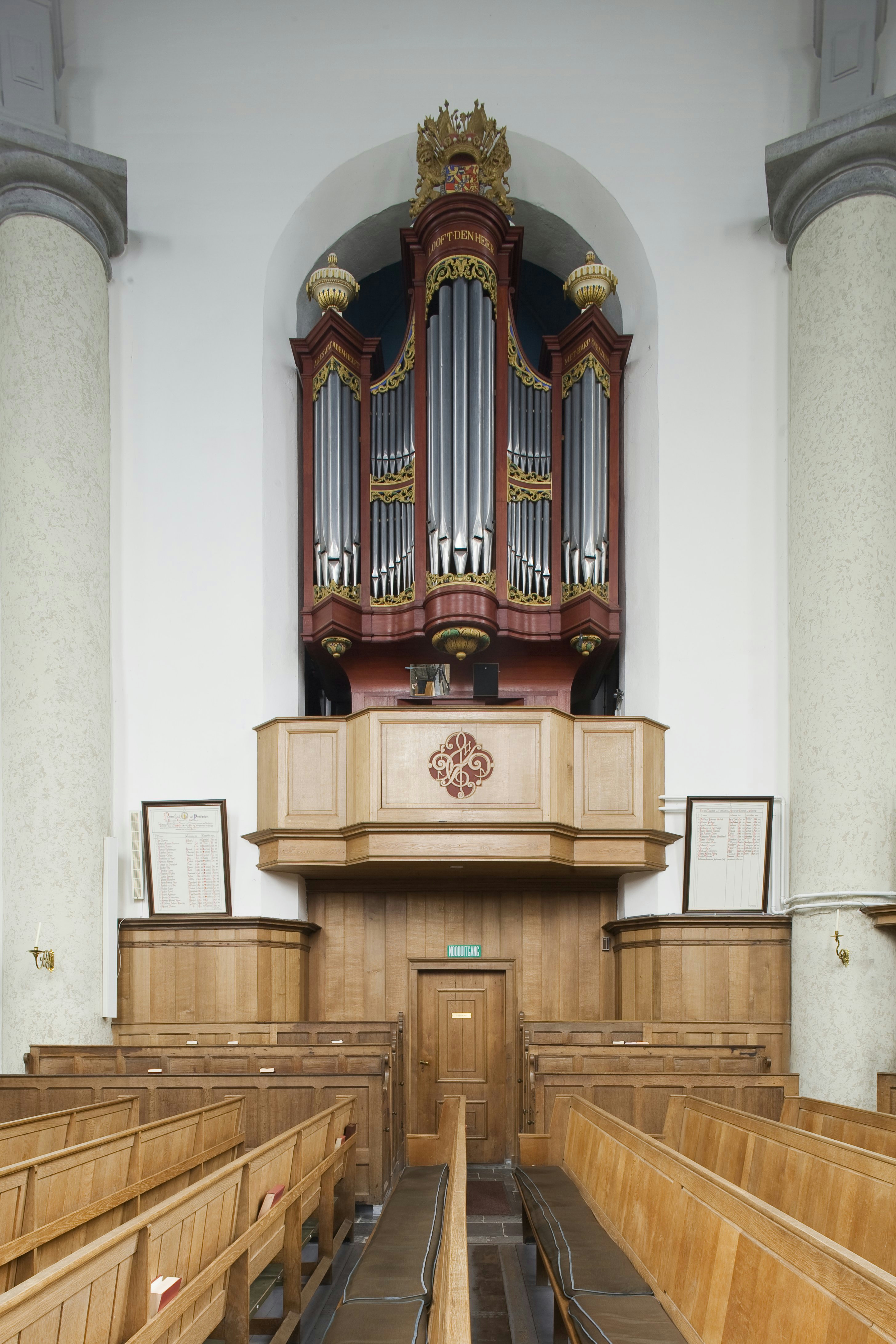
Orgel